# Maladera ejimai
Maladera ejimai är en skalbaggsart som beskrevs av Miyake och Imasaka 1987. Maladera ejimai ingår i släktet Maladera och familjen Melolonthidae. Inga underarter finns listade i Catalogue of Life.